# Fatimide-kalifatet
Fatimide-kalifatet eller al-Fātimiyyūn (arabisk: الفاطميون) var et shiittisk kalifat, der eksisterede fra 909 til 1171